# Policarpo II de Bizâncio
Policarpo II (em grego:  Πολύκαρπος Β) foi bispo de Bizâncio durante três anos (141-144), sucedendo ao bispo Félix e tendo sido seguido pelo bispo Atenodoro. Segundo fontes antigas, ele foi bispo por dezessete anos. Contudo, Nicéforo Calisto, que é considerado mais confiável, menciona que Policarpo II esteve à frente da sé episcopal por apenas três.